# Aek Batang Paya
Aek Batang Paya is een bestuurslaag in het regentschap Tapanuli Selatan van de provincie Noord-Sumatra, Indonesië. Aek Batang Paya telt 622 inwoners (volkstelling 2010).